# Gabriel (football, août 1981)
Pour les articles homonymes, voir Gabriel.
Gabriel Fernando Atz, plus communément appelé Gabriel, est un footballeur brésilien né le 4 août 1981 à Portão.

## Palmarès
- Championnat de l'État du Rio Grande do Sul :
  - Vainqueur en 2001 (Grêmio Porto Alegre).
- Coupe du Brésil : 
  - Vainqueur en 2001 (Grêmio Porto Alegre).